# カオマイルド
カオマイルドは、2004年に結成された日本のバンド。
所属レコード会社はUNDER FLOWER RECORDS。所属事務所はUNDER FLOWER NATION。

## 概要
2004年に結成し、自主制作CD『カオマイルド』をライブハウス等で販売。当初4曲入りだったこのCDは、時期を追うごとに曲数が追加され、最終的に6曲入りまで増えたが値段は据え置かれた。

## メンバー
- 内田太郎（ボーカル、ギター） 1979年5月31日生まれ。北海道函館市出身。芝浦工業大学中退。鉄道好き。ドラムも演奏できる
- 原田征知（ドラム・ギター） 1980年12月26日生まれ。千葉県柏市出身。慶應義塾大学中退。プライベートエフェクターブランドJanus Worksを運営。YouTubeやニコニコ動画で時折演奏動画を公開している。

過去のメンバー
三井学
サポートメンバー
- 才田豪（ベース）：FAB
- イシカワアキヒロ（ベース）
- まゆ(及川真由美)（キーボード、コーラス、トランペット）：プルウト,Sissy
- 佐藤良徳（ドラム）：ru'ca
- 小坂碧（ベース）

## 来歴
前身
芝浦工業大学で知り合った内田と三井、それにベースボーカルを加えた3人でバンドを結成した。当時は内田がドラムだった。幾度かのメンバーの加入脱退を繰り返して、その結果、内田がボーカルに転身。そこに別バンドで以前対バンした事があり面識のあった原田が加入した。
結成後
2004年
渋谷や柏市のライブハウスを中心に活動。同時に音源作りにも精を出す。そうして出来上がったのがミニアルバム『カオマイルド』。以後、新曲をレコーディングする度に曲数が増えていく。
2005年
この頃から音源を各方面へ送りプレゼンテーションを行い、アンダーフラワーと契約する。松戸市のローカルテレビ局「コアラTV」内の音楽番組「E-JAM」主催のライブイベントである「E-JAM」にてTV初出演。
2007年
デビューシングル「九十九里浜」を発売し、各地Tower RecordsやHMV等でインストアライブを行う。CD発売に伴って千葉テレビ、BayFM、渋谷FM、木更津FM、BG Magazine、Roof Top、Jungle Life、What's In?、GBEVなどのメディアに出演する。BayFMにて初の冠番組「マイルドに☆イカ☆NIGHT 78’」の放送開始。
2008年
1stアルバム「オードブル」を発売。再び各地のTower RecordsやHMV等でインストアライブを行う。CD発売に伴って、各種メディアに取り上げられる。「オードブル」収録曲である「燃えよ!カロリー」がテレビ朝日系列完売劇場のエンディングテーマとしてタイアップを受ける。
2009年
3月、三井脱退。それに伴い、それまでドラムを叩いていたドラムの原田がギターへ転向する事になる。
2011年
1月、アルバム「Apple」発売。
2月、イベント「原点回帰」主催。

## 音楽性
メロディはJ-POPを基本としながら、アレンジはロック、エモ、パンク、ヒップホップ、ダンス、フォークなど幅広い音楽性を有する。
基本的に作曲は内田が担当し、編曲は原田が担当するが、いくつかの曲は三井が作曲、編曲共に行っている。また、作詞は全て内田が担当している。

## ディスコグラフィー
アルバム
- オードブル: 2008年1月 FLOWER-094

1. into the tide
2. 燃えよ！カロリー
3. オーガスト
4. さよならフィーリング
5. リアル
6. 「All」 For All
7. 九十九里浜
8. 井戸に落ちたような出来事
9. Hello!!Wory!
10. ネイチャー

シングル
- 九十九里浜: 2007年8月 FLOWER-092

1. 九十九里浜
2. オーガスト
3. サマードリーム
4. サマーイズフリーダム

ミニアルバム
- カオマイルド : 自主制作CD（全6曲）

1. ネイチャー
2. Hello!! Worry!!!
3. 井戸に落ちたような出来事
4. さよならフィーリング
5. 悲しみに濡れて
6. 03'

コンピレーションアルバム
- この千円に悔いなしG（グレート）: 逆EDGEの川崎によるコンピレーションアルバム。「ネイチャー」を収録。